# Jan Mathiasen
Jan Mathiasen, född den 9 maj 1957 i Fredericia, är en dansk seglare.
Han tog OS-brons i soling i samband med de olympiska seglingstävlingarna 1988 i Seoul.